# Paradyte tentaculata
Paradyte tentaculata är en ringmaskart som först beskrevs av Horst 1915.  Paradyte tentaculata ingår i släktet Paradyte och familjen Polynoidae. Inga underarter finns listade i Catalogue of Life.